# Siø
Siø est une île danoise située dans le Cattégat entre l'île de Langeland et celle de Tåsinge. Depuis 1962, Siø est relié à ces deux îles par un pont.